# Jessen (Elster)
Jessen là một đô thị thuộc huyện Wittenberg, bang Saxony-Anhalt, Đức.